# 7611 Hashitatsu
A 7611 Hashitatsu (ideiglenes jelöléssel 1996 BW1) a Naprendszer kisbolygóövében található aszteroida. Kobajasi Takao fedezte fel 1996. január 23-án.